# Jonathan Wainwright
Jonathan Wainwright, född 1883, död 1953, var en amerikansk militär och general under andra världskriget.

## Militär karriär
Wainwright började sin militära karriär i Texas och Filippinerna. 1917-1918 stred han i första världskriget, och återvände 1940 som generalmajor till Filippinerna. 1941-42 var han ledare för de amerikansk-filippinska styrkor som senare tvingades kapitulera inför japanerna. Detta ledde till att han fängslades och satt i fångläger i Filippinerna och Manchuriet, men senare frigavs av sovjeter.